# Ahorn (Baviera)
Ahorn è un comune tedesco di 4 461 abitanti, situato nel land della Baviera.